# Rainier Wolfcastle
Rainier Luftwaffe Wolfcastle (spelad av Harry Shearer) är en rollfigur i den animerade tv-serien Simpsons. 

## Biografi
Wolfcastle är Springfields stora filmstjärna - hans största roll är som titelfiguren i filmserien McBain och han är medlem i republikanska partiet. Han har spelat konstapel Nick Vengeance, sergeant Murder och berättarröst i ett avsnitt av Frasier. En annan av hans större rollen är Melvin Eugene Puny-Meyer i filmen Undercover Ned av Paramountie Studios i Toronto. Han var även planerad som Radioactive Man i en ny filmversion. Har även medverkat i Help, My Son Is a Nerd!,Saving Irene Ryan och Nature's Bigfest Holes. Rainer har en gång ställt upp som kandidat till stadens nya borgmästare men blev inte vald. Han säger sig har skrivit filmmanuset till filmen filmen Mrs Mom (fast det egentligen var Marge).
Han är en extrem parodi på Arnold Schwarzenegger; i Simpsonsfilmen är Schwarzenegger USA:s president och är nästan identisk med Rainier Wolfcastle. Han har en stand-in som heter Chuck som bor i hans bagageutrymme. Wolfcastles gigantiska stadsjeep drar 16 liter per mil vid motorvägskörning och oändligt många liter per mil i stadstrafik. Han äger också en Ferrari och har en gång köpt Springfield YMCA för att riva den och jaga människor. Han hade dejtat Sara Sloane. När han behöver en stand-in anlitar han en person vid namn, Chuck. Han är numera gift med Maria Kennedy Shriver Quimby.